# Kabinett Méline

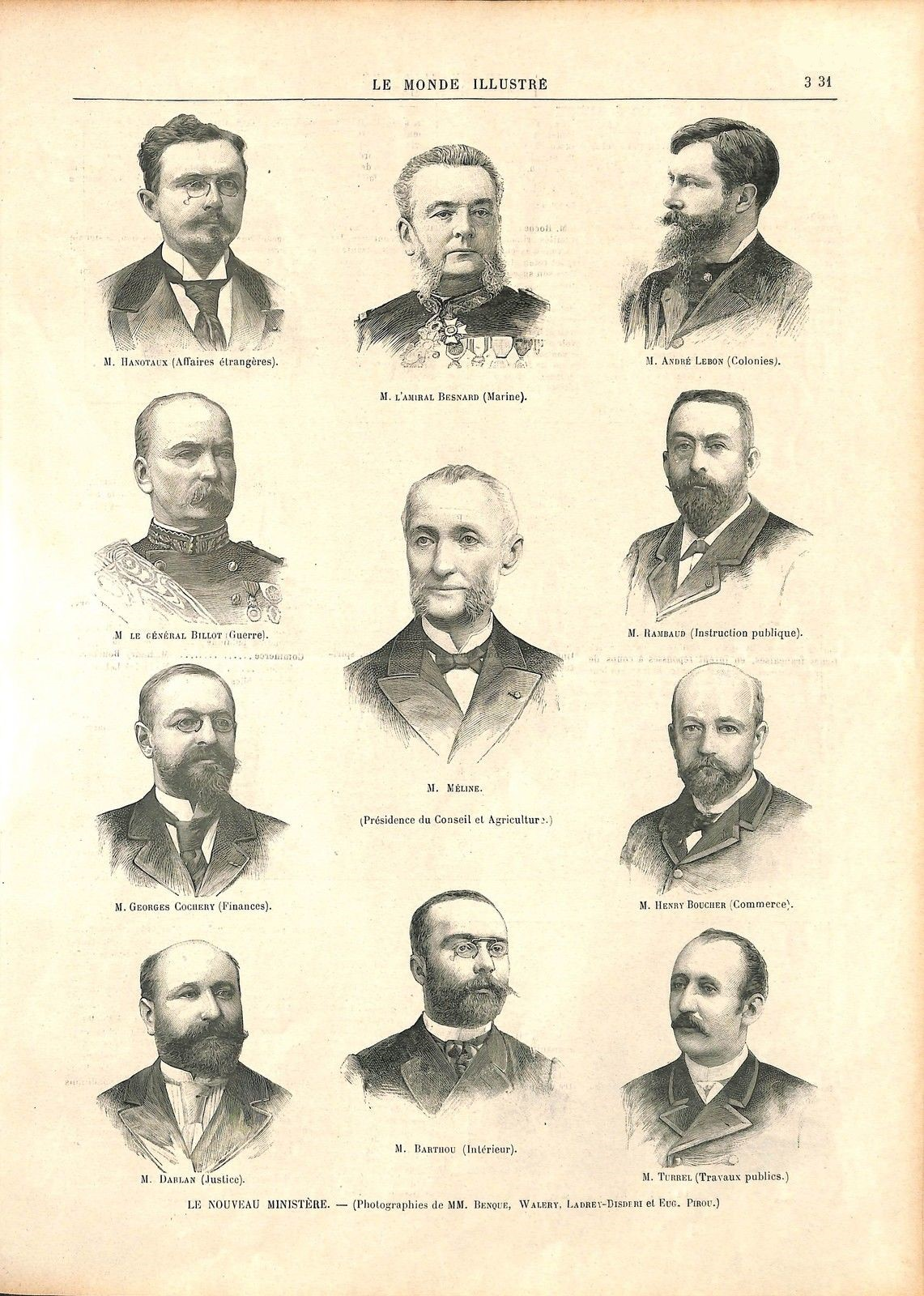
Gouvernement Jules Méline, Le Monde illustré, 1896

Das Kabinett Méline war eine Regierung der Dritten Französischen Republik. Es wurde am 28. April 1896 von Premierminister (Président du Conseil) Jules Méline gebildet und löste das Kabinett Bourgeois ab. Es blieb bis zum 15. Juni 1898 im Amt und wurde vom Kabinett Brisson II abgelöst.
Dem Kabinett gehörten Minister folgender Fraktionen an: Républicains de gouvernement (RdG), Association nationale républicaine (ANR), Républicains progréssistes (RP), Union progressiste (UP), Républicains modérés (RM), Gauche républicaine (Senat) (GRS) und Union républicaine (UR).

## Kabinett
Dem Kabinett gehörten folgende Minister an:
- Premierminister: Jules Méline (RP, RdG)
- Landwirtschaftsminister: Jules Méline
- Innenminister: Louis Barthou (ANR, GRS)
- Justizminister: Jean-Baptiste Darlan (UP)
  - ab 26. September 1897 Minister für Justiz und Religion: Jean-Baptiste Darlan
  - ab 3. Dezember 1897: Victor Milliard[1] (ANR, GRS, UR)
- Kriegsminister: Jean-Baptiste Billot (GRS)
- Außenminister: Gabriel Hanotaux (RM)
- Finanzen: Georges Cochery (RdG)
- Minister für Marine: Gustave Besnard
- Minister für öffentlichen Unterricht und Religion: Alfred Rambaud (UR)
  - ab 26. September 1897 Minister für öffentlichen Unterricht: Alfred Rambaud
- Minister für Arbeit: Adolphe Turrel[2] (UP)
- Minister für Industrie, Handel, Post und Telegraphie: Henry Boucher[3] (RdG)
- Minister für die Kolonien: André Lebon[4] (RP, RdG)

## Historische Einordnung

### Allgemeines

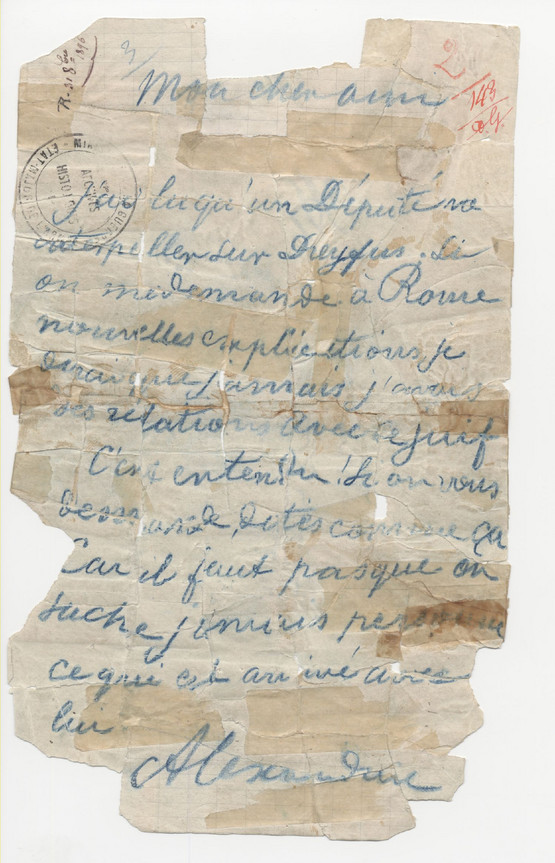
Der Faux Henry, der maßgeblich zur Verurteilung Dreyfus’ beigetragen hatte.

Die Senatswahlen des Jahres 1897 brachten den Republikanern eine deutliche Mehrheit ein. Das Kabinett ließ  die Verfolgung von Parlamentsmitgliedern im Zusammenhang mit der Panama-Affäre wieder aufnehmen, die im Übrigen freigesprochen wurden und organisierte die Reise von Präsident Félix Faure nach Russland, bei der das Bündnis zwischen Frankreich und diesem Land offiziell proklamiert wurde. Ab dem 26. April 1897 wurden Frauen in der École des beaux-arts zugelassen. Das Gesetz vom 7. Dezember 1897 erlaubte es Frauen, in standesamtlichen und notariellen Verfahren als Zeugen aufzutreten. Am 9. April 1898 wurden zwei Gesetze verabschiedet: Das Gesetz über die Organisation der Handelskammern und ein Gesetz über die Regulierung von Arbeitsunfällen im Rahmen einer Pflichtversicherung. Am 31. Mai 1898 wurde mit der CGE die Vorläuferin des Stromkonzerns Alcatel gegründet.

### Dreyfus-Affäre
Ende 1897 kam es im Land zu erheblichen Unruhen zugunsten einer Wiederaufnahme des Prozesses gegen Hauptmann Dreyfus, der 1894 wegen Hochverrats verurteilt worden war. Kriegsminister Billot löste Marie-Georges Picquart, den Leiter des Nachrichtendienstes im Deuxième Bureau, ab, weil dieser starke Indizien dafür entdeckt hatte, dass Dreyfus durch gefälschte Beweise („Faux Henry“) verurteilt worden war. Am 13. Januar erschien auf der Titelseite der L’Aurore Zolas offener Brief J’accuse…! (Ich klage an…!) an Staatspräsident Félix Faure, in dem Zola erneut den Freispruch Esterházys anprangerte. Das Kabinett Méline ließ Zola strafrechtlich verfolgen und widersetzte sich konsequent der Wiederaufnahme des Verfahrens.
Am 22. Januar 1898 begann der antisemitische Agitator Max Régis in Algier eine Jagd auf Juden und schlug vor, „den Baum der Freiheit mit jüdischem Blut zu begießen“. Die Juden schossen zurück und ein Randalierer wurde getötet. Auf der Rückfahrt von seiner Beerdigung am 23. Januar wurden mehrere Juden gesteinigt und einer von ihnen mit einem Knüppel totgeschlagen. Mehr als 600 Personen wurden festgenommen und mehr als 100 verletzt. Die Unruhen endeten erst nach der Abreise des Generalgouverneurs Louis Lepine im Juli.
Am 4. Juni 1898 gründete der Dreyfusard Ludovic Trarieux die Französische Liga für Menschenrechte.

### Kolonialpolitik

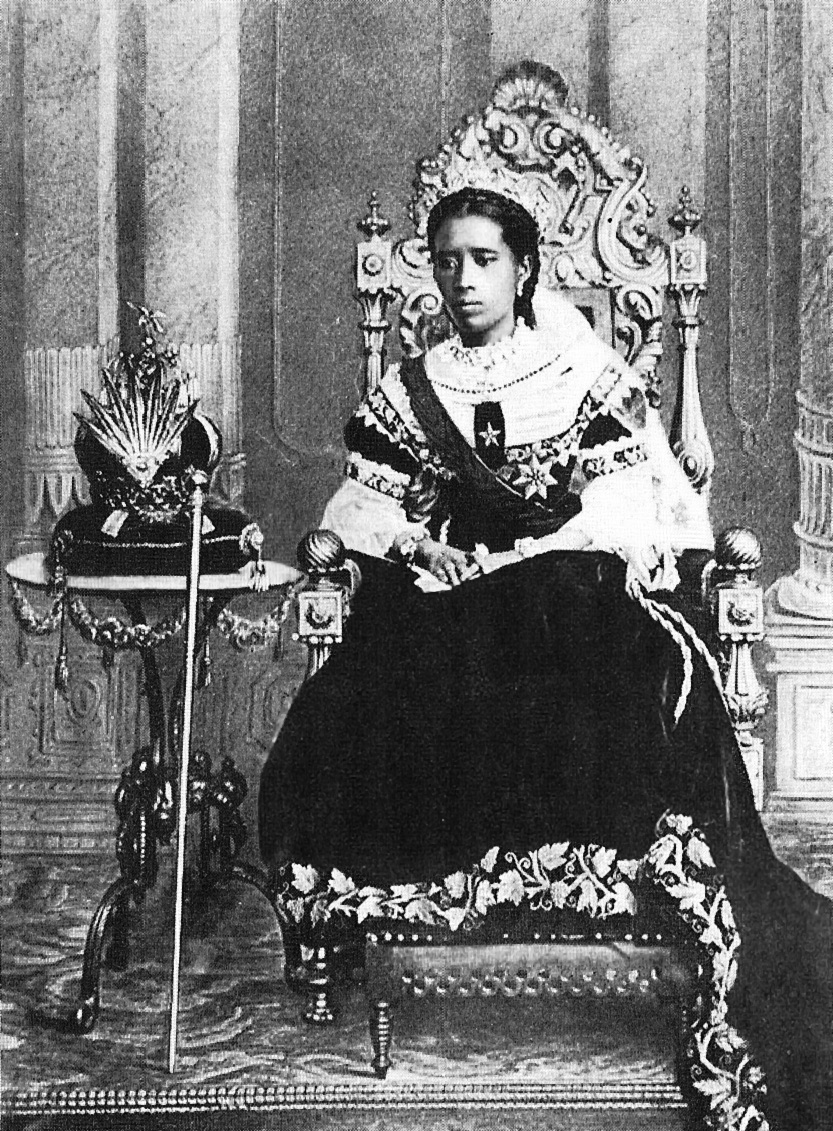
Die letzte madegassische Königin, Ranavalona III., Bild Almasy

In der Kolonialpolitik wandelte Frankreich Madagaskar im August 1896 vom Protektorat zur Kolonie um. Der Menalamba-Aufstand wurde vom Generalresidenten General Gallieni blutig niedergeschlagen. Im September erkannte Italien in einem Vertrag die französische Hoheit über Tunesien an. Fouta Djallon wurde im Februar 1897 zur französischen Kolonie. Am 1. Mai 1898 eroberten französische Truppen Sikasso in Mali und plünderten die Stadt. Ende Mai wurde das chinesische Guangzhouwan besetzt und durch einen erzwungenen Pachtvertrag an Frankreich gebunden.

### Wahlen
Bei den Wahlen zur Abgeordnetenkammer im Mai 1898 erlitten die von Méline geführten Republikaner Verluste, blieben aber mit 232 von 581 Sitzen stärkste Fraktion. Die Dreyfusards Jean Jaurès und Joseph Reinach verloren ihre Sitze.